# Romeo Orsi
Romeo Orsi, aussi appelé Maino & Orsi, Prof. Romeo Orsi ou  simplement Orsi, est un fabricant italien d'instruments à vent, notamment de cuivres et de bois. Son logo traditionnel est un cheval au galop.

## Histoire
L'entreprise produit des instruments de musique depuis 1836.
Le professeur Romeo Orsi (1843-1918), professeur de clarinette au Conservatoire de Milan et figure importante du monde musical milanais, rejoint l'atelier de facture d'instruments à vent de Paolo Maino et fonde la société  « Maino & Orsi » en 1880. 

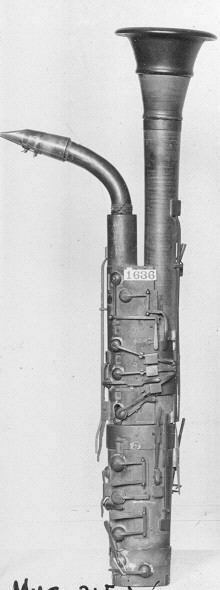
Clarinette basse (glicibarifono) en Ut en forme de basson de Paolo Maino (Italie), ca 1840.

Paolo Maino est un facteur renommé en son nom propre pour avoir proposé un modèle de clarinette basse en forme de basson. 
Innovateur fertile, Romeo Orsi dépose de nombreux brevets, notamment pour des clarinettes duplex (i.e. à deux tonalités, si bémol et la nécessaires à l'orchestre) en 1881.
La maison  « Maino & Orsi », grâce à l'initiative et aux compétences de Romeo Orsi, se développe  rapidement et propose, dès 1898, toute une gamme d'instruments à vent, comme le montre un catalogue illustré de l'entreprise,.
À cette époque, l'adresse de l'entreprise est la suivante :  « Ditta Maino & Orsi del Prof. Romeo Orsi, Milano, Via Alfredo Cappellini, 10 ». 
Après la mort de Maino en 1902, Orsi devient le propriétaire. Après la mort d'Orsi en 1918, le nom de l'entreprise a été modifié pour devenir « Prof. Romeo Orsi » sous la direction de Lorenzo Orsi (1889-1957). 
En 1910, la maison reprend l'entreprise Bottali.
Dans les années 1930, la maison Orsi collabore avec Spartaco Incagnoli pour produire un nouveau système de hautbois dit « Giuseppe Prestini » (1875-1955) ou dit aussi « système italien » ; Patricola et Bulgheroni ont suivi une formation dans cette entreprise. Un catalogue datant de 1933 énumère des instruments tels que le saxophone contrebasse, six modèles de sarrusophone, une contrebasse à anche ; la marque "Orsi, Chiasso, / Milano" a également été signalée. 
Au milieu des années 1930, la famille Orsi décide de déplacer la ligne de production de Milan vers la ville de Côme.
L'entreprise a ensuite été gérée jusque dans les années 1950 par le petit-fils Fiorenzo Orsi, puis par Roberto Orsi, le fils de Fiorenzo. 
En 1985, l'entreprise est vendue et, après plusieurs changements, elle est reprise en 1995 par Ermenegildo Perin, qui dirige l'entreprise à Locate Varesino.
Aujourd'hui, le savoir-faire artisanal traditionnel du fondateur coexiste avec les nouvelles techniques de construction. L'entreprise conserve encore une copie de chaque instrument à vent créé et produit par ses artisans depuis les origines. Orsi est une des rares entreprises au monde à produire tout type d'instrument à vent à partir de sa collection unique et étendue, qui comprend des centaines d'instruments. 
L'usine est actuellement basée à Tradate, Italie.

## Biographie de Romeo Orsi
Romeo Orsi (né le 18 octobre 1843 à Côme, décédé le 11 juin 1918 à Milan) étudie la clarinette dès son plus jeune âge au Regio Conservatorio de Milano dans la classe de Benedetto Carulli, où il obtient un diplôme autour de son vingtième anniversaire[réf. nécessaire].
INVENTION :
- 1881 : clarinetto a doppio tonalita (clarinette à deux tons) ;
- 1887 : modèle amélioré de clarinette duplex.

BREVET :
- 1881 : clarinette duplex
- 1912 (D) #261664 : Valve BI

Sa carrière de clarinettiste commence à partir de 1865, et notamment en tant que concertiste en jouant dans les grandes villes européennes (Paris (1865), Vienne (1866), Londres, Baden Baden ...). Il joue dans les orchestres de Munich, Vichy, Biarritz puis rejoint l'orchestre du théâtre de la Scala de Milan de 1871 à 1911, comme première clarinette. Il est également nommé professeur de clarinette au Regio Conservatorio de Milan en 1873 en succédant à Ernesto Cavallini. 
En 1879, avec l'éditeur milanais Giulio Ricordi, il appartient aux fondateurs de la Società Orchestra della Scala, dont il a été président de 1883 à 1903.
Il invente en 1881 la clarinette duplex en si bémol et en la qui connaît un grand succès, et grâce aux nombreuses commandes de cet instrument, il rejoint la petite entreprise de Paolo Maino, donnant naissance à  « Maino & Orsi ». Il améliore cette clarinette duplex jusqu'en 1887. 
Cette clarinette comprend un tenon pivotant entre les corps de l'instrument qui permet de modifier la longueur et donc la hauteur du son en allongeant ou en raccourcissant la colonne d'air de l'instrument.
Il participe activement à l'organisation de l'Exposition internationale de musique de Milan en [Quand ?] et est fait chevalier de l'ordre de la Couronne d'Italie. Il reçoit également les insignes de Chevalier de l'Ordre royal militaire de Jésus-Christ de la part du roi du Portugal. 
En 1893, il publie également une méthode pour les instruments à vent aux éditions Ricordi (Metodo popolare per sassofono); la méthode sera déclinée pour la clarinette alto et la clarinette basse.
La réussite de l'entreprise permet de résoudre le problème de changement de diapason de tous les instruments à vent calés sur l'ancien diapason ; à la suite d'un concours du ministère italien de la guerre, il lui est confié cette modification pour les instruments de la fanfare militaire. Parallèlement, il réalise des instruments d'orchestre spéciaux pour les maîtres Pietro Mascagni, Giacomo Puccini, Ruggero Leoncavallo, Umberto Giordano, Montemezzi, Giuseppe Verdi et bien d'autres qui font confiance aux compétences artistico-industrielles d'Orsi, pour lesquelles ils exprimeront une grande reconnaissance.

## Instruments
On retrouve de nombreux instruments à vent marqués Orsi dans les collections publiques, et privées. Orsi fabrique ou a fabriqué également des instruments stencil pour de nombreuses marques comme Linton, La Monte, Rampone... 
La gamme réalisée d'instruments des familles de cuivres (trompette, euphonium marqué DITTA...) et de bois s'étend de la flûte traversière au tuba. 
Orsi a fabriqué tous les modèles de clarinette dans son histoire depuis la clarinette piccolo en la  à la contrebasse en métal, en passant par la clarinette alto et des clarinettes en métal. 

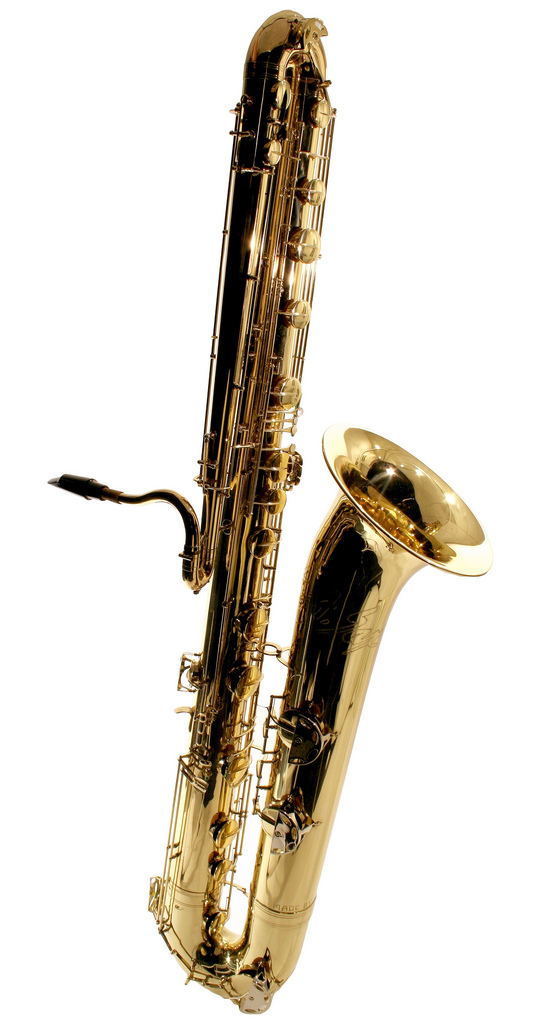
Saxophone contrebasse Orsi (1999).

La maison fabrique également toutes sortes de saxophone.

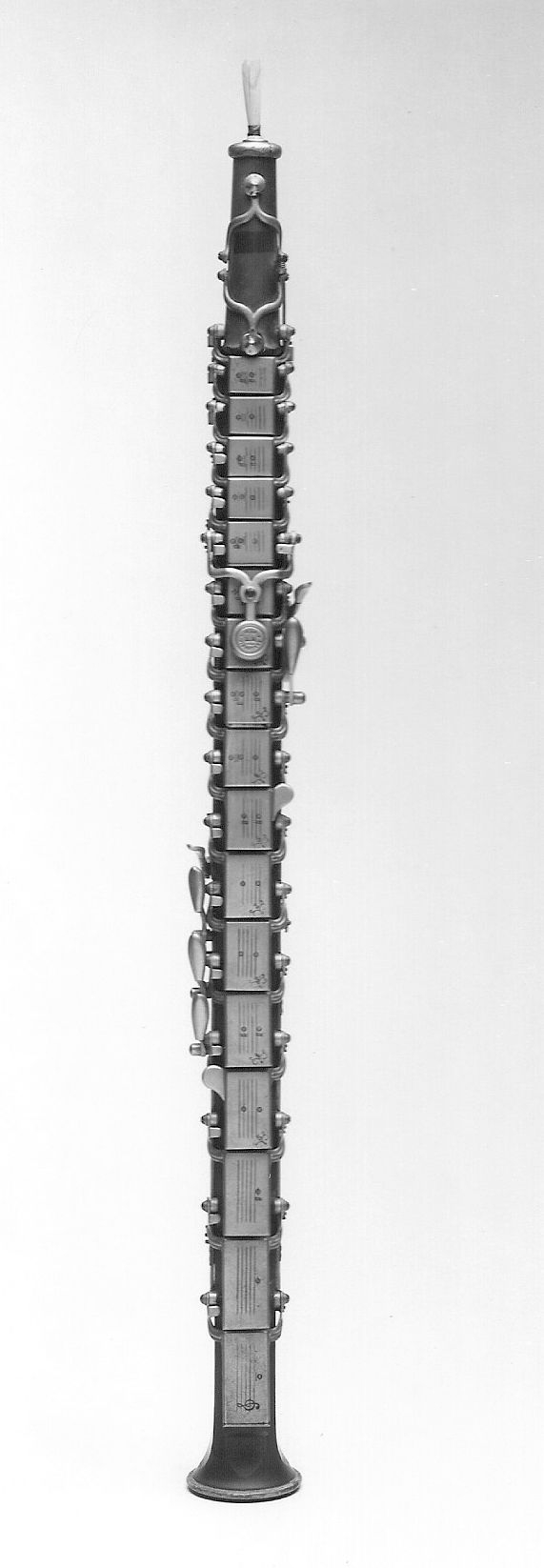
Hautbois attribué à Orsi dans les collections du MET (1891).

La maison Orsi a travaillé à plusieurs reprises à moderniser le système de clétage du hautbois, quelquefois de façon radicale. 
La maison Orsi a acquis la notoriété de fabriquer ou reproduire des instruments à la demande.